# Bai (Népal)
Pour les articles homonymes, voir Bai.
Bai (en népalais : वाई) est un comité de développement villageois du Népal situé dans le district de Bajura. Au recensement de 2011, il comptait 3 383 habitants.